# Sagittaria sanfordii
Sagittaria sanfordii är en svaltingväxtart som beskrevs av Edward Lee Greene. Sagittaria sanfordii ingår i släktet pilbladssläktet, och familjen svaltingväxter. Inga underarter finns listade.